# Orhan Pamuk
Orhan Pamuk (7 tháng 6 năm 1952 -) là một tiểu thuyết gia người Thổ Nhĩ Kỳ. Ông được tặng giải Nobel Văn học năm 2006, trở thành người Thổ Nhĩ Kỳ đầu tiên nhận vinh dự đó. Ông hiện là giáo sư dạy môn văn học so sánh ở Đại học Columbia.

## Tiểu sử
Pamuk sinh ở Istanbul vào năm 1952 trong một gia đình tư sản giàu có nhưng đang xuống dốc, những trải nghiệm mà sau đó ông mô tả lại trong những tiểu thuyết The Black Book (Sách đen) và Cevdet Bey and His Sons (Cevdet Bey và các con trai). Ông học dự bị đại học ở trường Cao đẳng Robert tại Istanbul rồi sau đó học kiến trúc tại Đại học kỹ thuật Istanbul, một ngành rất gần với ước mơ trở thành họa sĩ của ông. Tuy nhiên, sau ba năm, Pamuk bỏ học để trở thành một nhà văn toàn thời gian rồi tốt nghiệp Học viện báo chí ở Đại học Istanbul năm 1976. Từ 22 đến 30 tuổi, ông sống với mẹ, viết cuốn tiểu thuyết đầu tay và cố gắng tìm một nhà xuất bản.
Ngày 1 tháng 3 năm 1982, Pamuk cưới Aylin Turegen, một sử gia. Từ năm 1985 đến 1988, khi vợ ông đi du học ở Đại học Columbia, Mỹ, Pamuk cũng xin được một học bổng ở đó và đã viết quyển The Black Book trong thư viện Butler của trường này.
Sau đó, Pamuk trở lại thành phố quê hương Istanbul. Vợ ông sinh cô con gái đầu lòng Rüya, trong tiếng Thổ Nhĩ Kỳ có nghĩa là "giấc mơ" vào năm 1991. Năm 2001, hai vợ chồng ông ly dị.
Năm 2006, Pamuk trở lại Mỹ để làm giáo sư thỉnh giảng ở Đại học Columbia. Trước đó, ông bị lên án gay gắt vì những nhận xét quá khích về cuộc diệt chủng người Armenia ở Đế chế Ottoman trong giai đoạn 1915-1917. Hiện ông là một thành viên của Ủy ban tư duy toàn cầu ở Đại học Columbia đồng thời làm việc cho Khoa ngôn ngữ và văn hóa Trung Đông và châu Á thuộc ngành xã hội nhân văn của trường.
Năm 2007, ông được mời làm thành viên Ban giám khảo Liên hoan phim Cannes
Tháng 5/2007, Pamuk là một trong những thành viên ban giám khảo tại LHP Cannes - được dẫn dắt bởi đạo diễn người Anh Stephen Frears. Khoảng năm 2007-2008, Pamuk trở về Comlumbia một lần nữa mà gia nhập giảng dạy môn Văn học so sánh cùng Andreas Huyssen và David Damrosch.
Hiện tại Pamuk sáng tác tại nhà ở Bard College. Ông hoàn thành tiểu thuyết mới nhất The Museum of Innocence vào hè năm 2008, quyển sách này được xuất bản ở Thổ Nhĩ Kỳ vào 29/08 năm ấy. Bản dịch ngắn gọn Tiếng Đức xuất hiện trước hội chợ sách Frankfurt 2008 - nơi ông từng dự định tổ chức một Bảo tàng của sự Ngây Thơ (Museum of Innocence) thật sự bao gồm những việc linh tinh hằng ngày mà ông thu thập được (thay vào đó, cuộc triển lãm sẽ được tổ chức trong một ngôi nhà thuộc sở hữu của ông ở Istanbul).
Tuy chưa công khai kế hoạch phiên dịch sang tiếng Anh, nhưng Erdağ Göknar đã nhận được tài trợ của quỹ NEA 2004.
Anh của ông - Şevket Pamuk, người thi thoảng xuất hiện với tư cách một nhân vật tiểu thuyết trong các tác phẩm của ông - là một giáo sư lịch sử, công trình về Nền Kinh tế của đế chế Ottoman của ông được Quốc tế công nhận. Hiện ông đang công tác tại đại học Bogazici, Istabul.

## Tác phẩm
Tiểu thuyết
- Cevdet và các con trai (1974)
- Sessiz Ev (Căn nhà yên lặng) (1983,2012))
- Beyaz Kale (Pháo đài trắng) (1985)
- Kara Kitap (Sổ đen) (1990)
- Yeni Hayat (Cuộc sống mới) (1995)
- Benim Adım Kırmızı (Tên tôi là Đỏ) (1998)
- Kar (Tuyết) (2002)
- Masumiyet Müzesi (Bảo tàng ngây thơ) (2008)
- Kafamda Bir Tuhaflık (Điều kỳ lạ trong tâm trí) (2014)
- Kırmızı Saçlı Kadın (Nàng tóc đỏ) (2016)

Kịch bản phim
- Gizli Yüz (Khuôn mặt bí ẩn) (1992)

Phi hư cấu
- Oteki Renkler (Những màu khác, tập tiểu luận) (1999)
- İstanbul - Hatıralar ve Şehir (Istanbul: Hồi ức và Thành phố, tự truyện) (2005)
- Babamın Bavulu (Chiếc vali của bố tôi, diễn từ nhận giải Nobel) (2006)
- Manzaradan Parçalar: Hayat, Sokaklar, Edebiyat (Những mảnh ghép từ những góc nhìn: Cuộc sống, đường phố, văn học, tập tiểu luận) (2010)
- Saf ve Düşünceli Romancı (phê bình văn học) (2011)
- Resimli İstanbul - Hatıralar ve Şehir (tự truyện) (2015)
- Balkon (2019)

## Giải thưởng
- 2005: Giải Hòa bình của ngành kinh doanh sách Đức
- 2005: Giải Médicis cho tiểu thuyết nước ngoài
- 2012: Giải Sonning